# رشاد عبد الله الشامي
رشاد عبد الله الشامي (5 يناير 1943 - 14 أكتوبر 2006م)، باحث أكاديمي في العلوم والدراسات العبرية في مصر والعالم العربي، شغل منصب رئيس أول قسم متخصص في تدريس اللغة العبرية والدراسات الإسرائيلية في مصر والعالم العربي بكلية الآداب جامعة عين شمس. تخصص في مجال الشؤون الإسرائيلية والأدب العبري وعمل على تحليل الشخصية اليهودية والصهيونية وقدم أول ترجمة عربية للتلمود كما شغل موقع رئيس قسم اللغة العبرية بكلية الآداب بجامعة عين شمس حتى عام 2003م.

## حياته
ولد الشامي في الخامس من يناير عام 1943 بمحافظة كفر الشيخ لأسرة متوسطة الحال، تخرج من جامعة عين شمس وحصل على الدكتوراة عام 1973، ليتفرغ إلى عمله البحثي والأكاديمي داخل الجامعة التي عمل بها مدرساً، ورئيساً لقسم اللغة العبرية في كلية الآداب. كما عمل عدة سنوات مدرساً وباحثاً في بعض الجامعات العربية (العراق، الجزائر، الكويت).
بدأ الشامي رحلته العلمية البحثية في سن مبكرة، حين بدأ بنشر مقالاته عن الصهيونية والسياسة الإسرائيلية على صفحات مجلة السياسة الدولية منذ عام 1969، وبعدها قام بتأسيس مركز الأهرام للدراسات السياسية والإستراتيجية عام 1969 مع الدكتور عبد الوهاب المسيري والدكتور أسامة الباز.

## وفاته
توفي رشاد الشامي يوم السبت 14 أكتوبر 2006م بعد معاناته مع أزمة قلبية مفاجئة، رافقها نزيف حاد، أدت لدخوله في غيبوبة كاملة لأيام معدودة.

## أعماله
من أعمال الشامي التي تجاوزت 22 عملا مطبوعا عدا أربعة تحت الطبع كتاب: «لمحات من الأدب العبري» عام 1978، وكتاب آخر بالغ الأهمية هو: «الفلسطينيون والإحساس الزائف بالذنب في الأدب الإسرائيلي» عام 1988، وكتاب «القوى الدينية في إسرائيل: بين تكفير الدولة ولعبة السياسة» عام 94 وقد نشرته سلسلة عالم المعرفة وتجاوز عدد النسخ المباعة منه مائة وعشرون ألف نسخة، ومن ثم كتابه الآخر الصادر عن السلسلة ذاتها في أغسطس 1997 بعنوان «إشكالية الهوية في إسرائيل»، ثم «الحروب والدين» 1998، وعمله الكبير «موسوعة المصطلحات الدينية اليهودية» عام 1999، وكتاب «الشخصية اليهودية الإسرائيلية والروح العدوانية» صدر عن دار الهلال أواخر 2002، ثم «تفكيك الصهيونية في الأدب الإسرائيلي» 2003 .
ساهم الشامي في وضع أسس الدراسات المختصة بالأفكار اليهودية/ الصهيونية، وأشرف على مئات الرسائل الجامعية المتخصصة، كما زوّد المكتبة العربية بأكثر من عشرين كتاباً/ مرجعياً مطبوعاً في هذا المجال المتخصص مع الدكتور المفكر عبد الوهاب المسيري عدا أربعة تحت الطبع، منها:
- إنشاء وتطوير سلاح الطيران الإسرائيلي، 1972 .
- جولة في الدين والتقاليد اليهودية، 1978.
- قواعد اللغة العبرية للمبتدئين، 1979م.
- تاريخ وتطور اللغة العبرية، 1979م.
- الشخصية اليهودية الاسرائييلة والروح العدوانية، 1986م.[2]
- عجز النصر: الأدب الإسرائيلي وحرب 1976، 1990م.
- الشخصية اليهودية في أدب إحسان عبد القدوس، 1992م.
- الوصايا العشر في اليهودية: دراسة في المسيحية والإسلام، 1993.
- القوى الدينية في إسرائيل: بين تكفير الدولة ولعبة السياسة، 1994.[3]
- الحروب والدين، 1998م.